# Годзила против Конга
Годзила против Конга (енгл. Godzilla vs. Kong) је амерички филм о чудовиштима из 2021. године редитеља Адама Вингарда. Наставак филмова Годзила: Краљ чудовишта и Конг: Острво лобања, представља четврти филм у Универзуму чудовишта. Филм је такође 36. филм у франшизи Годзила, 12. филм у франшизи Кинг Конг и четврти филм Годзила који је у потпуности продуцирао холивудски студио. У филму играју Александер Скарсгорд, Мили Боби Браун, Ребека Хол, Брајан Тајри Хенри, Шон Огури, Ејза Гонзалез, Џулијан Денисон, Ленс Редик, Кајл Чендлер и Демијан Бичир. У филму, Конг се сукобљава са Годзилом док људи маме мајмуна у Шупљу земљу како би пронашли извор енергије како би зауставили мистериозна дивљања Годзиле.
Пројекат је најављен у октобру 2015. године када је Legendary најавио заједнички кинематографски универзум између Годзиле и Кинг Конга. Соба за писце филма окупљена је у марту 2017. године, а Вингард је најављен за редитеља у мају 2017. године. Главна фотографија започела је у новембру 2018. године на Хавајима, у Аустралији и Хонгконгу, а умотана у априлу 2019. године.
Након одлагања са датумом објављивања у новембру 2020. године због пандемије ковида 19, филм Годзила против Конга је објављен 26. марта 2021. године међународно у биоскопима и 31. марта 2021. године у Сједињеним Државама, где је истовремено објављен у биоскопима и на HBO Max-у. Филм је објављен 25. марта 2021. године у Србији.

## Радња
Сукоб највећих филмских чудовишта, незаустављиве Годзиле и гигантског Кинг Конга, чека се још од 1962. кад су се први пут срели на филмском платну. Свет је спреман за још једну борбу гиганта. Краљ чудовишта и краљ Острва лобања крећу један на другог у борби за надмоћну монструозну супериорност. Две најмоћније силе природе на планети сукобљавају се у најспектакуларнијој битки свих времена.

## Улоге
| Глумац               | Улога         |
| -------------------- | ------------- |
| Александер Скарсгорд | Нејтан Линд   |
| Мили Боби Браун      | Медисон Расел |
| Ребека Хол           | Ајлин Ендруз  |
| Брајан Тајри Хенри   | Берни Хајс    |
| Шон Огури            | Рен Серицава  |
| Ејза Гонзалез        | Маја Симонс   |
| Џулијан Денисон      | Џош Валентајн |
| Кајл Чендлер         | др Марк Расел |
| Демијан Бичир        | Волтер Симонс |